# Presidenti del Burkina Faso
I presidenti del Burkina Faso (fino al 4 agosto 1984 Repubblica dell'Alto Volta) dal 1960 (data di indipendenza dalla Francia) ad oggi sono i seguenti.

## Lista
| Presidente                 | Presidente | Presidente                                                                                            | Partito | Elezione                                            | Mandato           | Mandato                        |
| Presidente                 | Presidente | Presidente                                                                                            | Partito | Elezione                                            | Inizio            | Fine                           |
| -------------------------- | ---------- | --- | --- | --------------------------------------------------- | ----------------- | ------------------------------ |
| Repubblica dell'Alto Volta |            | | |                                                     |                   |                                |
|                            |            | Maurice Yaméogo                                                                                       | UDV-RDA | 1965                                                | 5 agosto 1960     | 3 agosto 1966                  |
|                            |            | Sangoulé Lamizana                                                                                     | Militare, Indipendente | A seguito di colpo di Stato, 1978                   | 3 gennaio 1966    | 25 novembre 1980               |
|                            |            | Saye Zerbo                                                                                            | Militare | A seguito di colpo di Stato                         | 25 novembre 1980  | 7 novembre 1982                |
|                            |            | Jean-Baptiste Ouédraogo                                                                               | Militare | A seguito di colpo di Stato                         | 8 novembre 1982   | 4 agosto 1983                  |
|                            |            | Thomas Sankara                                                                                        | Militare | A seguito di colpo di Stato                         | 4 agosto 1983     | 4 agosto 1984                  |
| Burkina Faso               |            | | |                                                     |                   |                                |
|                            |            | Thomas Sankara                                                                                        | Militare | Cambio di denominazione del Paese                   | 4 agosto 1984     | 15 ottobre 1987                |
|                            |            | Blaise Compaoré                                                                                       | Militare, Fronte Popolare, Organizzazione per la Democrazia Popolare - Movimento del Lavoro, Congresso per la Democrazia e il Progresso | A seguito di colpo di Stato, 1991, 1998, 2005, 2010 | 15 ottobre 1987   | 31 ottobre 2014                |
|                            |            | Yacouba Isaac Zida ad interim                                                                         | Militare (Reggimento di sicurezza presidenziale)                                                                                        | A seguito delle dimissioni di Compaoré              | 31 ottobre 2014   | 18 novembre 2014               |
|                            |            | Michel Kafando ad interim                                                                             | Indipendente | Governo di transizione                              | 18 novembre 2014  | 17 settembre 2015              |
|                            |            | Gilbert Diendéré ad interim come Presidente del Consiglio Nazionale della Democrazia del Burkina Faso | Militare (RSP) | A seguito di colpo di Stato                         | 17 settembre 2015 | 23 settembre 2015              |
|                            |            | Michel Kafando ad interim                                                                             | Indipendente | Restaurato, governo di transizione                  | 23 settembre 2015 | 29 dicembre 2015               |
|                            |            | Roch Marc Christian Kaboré                                                                            | Movimento del Popolo per il Progresso                                                                                                   | 2015, 2020                                          | 29 dicembre 2015  | 24 gennaio 2022 (destituito)   |
|                            |            | Paul-Henri Sandaogo Damiba ad interim                                                                 | Militare (MPSR) | A seguito di colpo di Stato, governo di transizione | 24 gennaio 2022   | 30 settembre 2022 (destituito) |
|                            |            | Ibrahim Traoré ad interim                                                                             | Militare (MPSR) | A seguito di colpo di Stato, governo di transizione | 30 settembre 2022 | in carica                      |